# Hrádek (Moravia meridionale)
Hrádek (in tedesco Erdberg) è un comune della Repubblica Ceca facente parte del distretto di Znojmo, in Moravia Meridionale.